# Ґрудек (Зволенський повіт)
Ґрудек (пол. Gródek) — село в Польщі, у гміні Полічна Зволенського повіту Мазовецького воєводства.
Населення — 329 осіб (2011).
У 1975—1998 роках село належало до Радомського воєводства.

## Демографія
Демографічна структура станом на 31 березня 2011 року:
|          | Загалом | Допрацездатний вік | Працездатний вік | Постпрацездатний вік |
| -------- | ------- | ------------------ | ---------------- | -------------------- |
| Чоловіки | 165     | 24                 | 121              | 20                   |
| Жінки    | 164     | 26                 | 85               | 53                   |
| Разом    | 329     | 50                 | 206              | 73                   |